# Jerry Galante
Jerry Galante (* 2. April), auch bekannt als „El Galante de la Salsa“, ist ein Salsamusiker aus Cali/Kolumbien.

## Werdegang
Jerry Galante wurde durch seinen eigenwilligen Stil unter den Salsainterpreten Lateinamerikas bekannt. In den 1980er Jahren wurde er Bandleader. Bis 1993 spielte er in Gruppen wie La Sonora Dinamita und Charanga América. Von 1993 bis 2005 hatte er Plattenverträge bei bekannten Labels wie Geos Productions, Rmm, Latin Star Records und Swing Música.
1995 brachte  er sein erstes Soloalbum Todo un extasis de amor heraus, welches in Kolumbien zu einem großen Erfolg wurde. Kurze Zeit später war er in Lateinamerika und den USA auf Tournee. 1996 unterschrieb er einen Plattenvertrag beim Label Rmm und brachte sein zweites sehr erfolgreiches Album Estoy enamorado heraus. Auf Konzerten tritt er mit Salsastars wie Manny Pacheco, Michael Stuart und Victor Manuelle auf. Wichtige Erfolge seiner Laufbahn waren der Gewinn des Paoli-Preises in Puerto Rico, der ACE-Preis als lokaler Künstler in New York, El Caracol Caribe auf dem  Festival de Música del Caribe in Cartagena sowie das Konzert „El Concierto Colombia Te Canta“ im Madison Square Garden und andere mehr.
Zu seinen größten Hits gehören unter anderem Lieder wie Pa’l bailador, Déjame intentar, Se prendió el rumbón, Tú eres lo máximo, No puedo olvidarla, Galante Boogaloo und La pagarás.

## Diskografie
- Todo un extasis de amor (1995)
- Estoy enamorado (1996)
- Jerry Galante siempre pa' lante (2007)